# Negotin
Negotin (sârb. Неготин) este un oraș din estul Serbiei (estul Serbiei Centrale) districtul Bor, situat în apropiere de colțul celor trei frontiere, aproape de frontiera cu România și Bulgaria. Negotin este situat la aproximativ 123 km de Craiova, la aproximativ 93 km de Drobeta Turnu Severin și la aproximativ 34 km de Calafat. Conform recensământului din 2002 orașul propriu-zis are o populație de 17.762 locuitori, iar municipalitatea numără 43.551 locuitori.
În oraș trăiește o importantă comunitate de români timoceni. În Negotin sunt sediile Protopopiatului DACIA RIPENSIS, Consiliului Național al Minorității Naționale Rumâne și a Federației Rumânilor din Sârbie.

## Istorie

### Nume
Teza de origine slavonă - proto-slavicul "něga" înseamnă "grijă" și sufixul "-ota / /-otina" înseamnă "acțiunea suferită sau efectuată" făcând astfel Negotin ca "un loc de refugiu pentru vindecare", și orașul istoric fiind situat în mijlocul mlaștinilor ar sprijini ipoteza slavonă.
Există, de asemenea, ipoteza originii latine a numelui, ca loc de negustorie (în spaniolă "Negocios"), precum și faptul că Negotin este într-o regiune cu prezența unui semnificative minorități vlahe (români), la fel ca tizul său Negotino în Macedonia, ar putea sugera că o astfel de opțiune este la fel de valabilă.
În cele din urmă, "Negotin" poate a fost derivat din cuvintele celtice "neges" și "tin", însemnând "cetate de război" .
Negotin este menționat pentru prima oară în 1530 ca așezare.

### Istoria timpurie
Tracii au dominat regiunea cu celții scordisci avansând după 279 î.Hr. Cucerirea romană din secolul I î.Hr. a slăbit triburile paleo-balcanice și regiunea a fost organizată în Moesia Inferior în 87 d.Hr. de împăratul Domițian, după moesi, un trib dac învins de armata romană, sub Crassus.
Influența elenistică religioasă este atestată prin descoperirile arheologice de la Rovine și Tamnič unde Hercule a fost venerat,reliefuri ale lui Zeus, Hercule și Dionysos au fost găsite în Bukovo.
Situl roman de la Selište cu necropolă a fost excavat în satul Rogljevo. Fibule de argint și de aur din 250-320 d.Hr. au fost găsite la situri din Negotin.

### Serbia otomană
Până la începutul secolului al XVIII-lea, Negotin a fost doar un oraș mic,fără vreo importanță strategică sau culturală. La începutul secolului al XVIII-lea, cu toate acestea, austriecii au transformat orașul într-un oraș fortificat și cetatea lor în teritoriile lor de sud-est (1717-1739). După o perioadă de ocupație turcească, Negotin a fost din nou eliberat în 1804 de către rebelii lui Hajduk Veljko în timpul Primei Revolte sârbe.

### Revoluțiile sârbe 1804-1833
După ce a fost eliberat în 1804-1810, Negotin a câștigat rapid importanță și mărime. Viața civilizată a prosperat și guvernul, ca și în cea mai mare parte de atunci a Serbiei eliberate, a realizat multe în materie de educație și de modernizare. Cu toate acestea, aceste zile mari au fost de scurtă durată - în 1813, după ce Napoleon a scos cu succes Rusia și Austria din joc și, prin urmare, Serbia nu a mai putut fi ajutată, turcii zdrobind speranțele sârbilor.  Apărătorii din Negotin au ales, cu toate acestea, să nu evacueze și au devenit asediați în oraș, care era atunci fortificat. În cele din urmă, un pistolar turc l-a împușcat pe Hajduk Veljko acesta a murit imediat. Cei care au luptat alături de el l-au îngropat într-un mormânt nemarcat, astfel turcii nu l-au putut exhuma și decapita, așa cum făceau cu toți luptătorii creștini căzuți. Încă o dată, Negotin a fost cucerit. A doua revoltă sârbă din 1815 nu a adus inițial nimic pentru Negotin, fiind eliberat doar Belgradul și vecinătatea sa. Cu toate acestea, datorită diplomației inteligente a prințului Obrenović Miloš, această parte a țării a fost o dată și pentru totdeauna eliberată în 1833, practic fără nicio luptă.

### A doua jumătate a secolului al XIX-lea  și începutul secolului XX

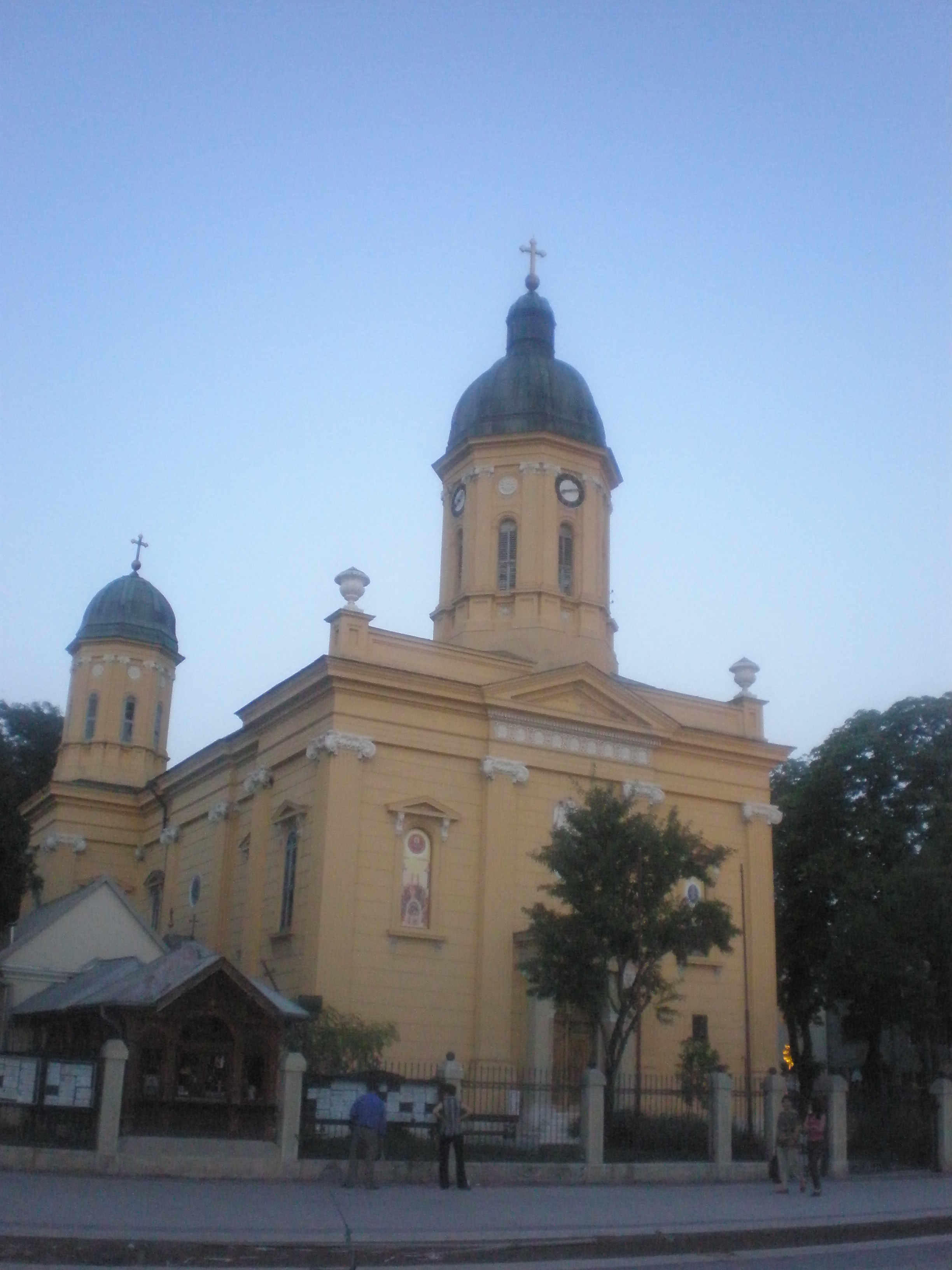
Catedrala din Negotin

Până la declarația oficială a independenței în 1878, orașul Negotin a reușit să-și consolideze poziția sa ca centru cultural regional, ca centru de învățământ și religios. Prima școală de stat a fost deschisă în 1824, urmată de o sală de sport în 1839. Cu timpul, vechea biserică a Maicii Domnului a devenit prea mică pentru episcopia de Negotin, astfel încât o o nouă catedrală a fost construită în 1876.
În același timp, foarte mulți din Negotin au mers la universități celebre din Europa, în căutarea de educație și de iluminare, de exemplu, Stevan Mokranjac, unul dintre cei mai buni cinci compozitori importanți sârbi și Đorđe Stanojević, un fizician și un astronom care a devenit ulterior rector la Universitatea din Belgrad.
Viața culturală, de asemenea, a prosperat, cu multe societăți corale și artistice. Cele mai multe dintre instituțiile de învățământ au fost deschise la câteva luni după ce au fost deschise în Belgrad (Librăria publică etc.). A fost în această perioadă ideea de a muta orașul la malurile Dunării cu totul. Cu toate acestea, acest lucru nu s-a întâmplat niciodată, deși diferitele administrații în momente diferite au încercat să facă acest lucru. Orașul a fost pur și simplu prea mare pentru a fi mutat. Totuși, Negotin nu a fost prea departe de Dunăre, la doar cca. 6 kilometri, astfel încât transportul pe râu era încă posibil pentru activitățile sale comerciale. Cu toate acestea, poziția orașului a avut, de asemenea, un dezavantaj grav - a fost foarte aproape de Dunăre, dar sub nivelul râului, așa că a fost întotdeauna înconjurat de mlaștini și de multe iazuri.
În același timp, orașul Zaicear, fiind mult mai aproape de Niș și, prin urmare, de restul Serbiei, a fost lent preluat ca un centru regional. Acest avantaj a devenit mult mai clar în special în construcția de căi ferate.  Negotin, deși a fost mai la nord și, astfel, mai aproape de Belgrad și de restul Serbiei, nu a fost o variantă prea bună din cauza drumurilor de munte greu accesibile și astfel varianta prin Zaicear a fost mult mai bună decât cea prin Negotin. Până la începutul Primului Război Mondial, Zaicear a depășit orașul Negotin ca mărime și importanță.
Luptele dinastice au avut un impact redus asupra sorții orașului. În 1903, ofițerii rebeli i-au ucis pe regele și regina din Serbia, Aleksandar Obrenovici și Mašin Draga. Deși au ajutat altă dinastie (Karađorđevićs), să vină la putere, ei au făcut acest lucru într-un mod monstruos și oribil astfel încât, chiar și familia regală nouă s-a distanțat de acest grup terorist și, ulterior, i-au judecat și i-au executat pe toți membrii săi.

### Războaiele Balcanice
Războaiele balcanice din 1912-1913 nu au adus prea multe acestei zone. Cu toate acestea, unitățile din această parte a țării au luat parte în aproape toate bătăliile de la ambele războaie, câștigând respect și glorie.

### Primul Război Mondial
La data de 28 iulie 1914, aliatul s-a transformat în dușman, Austro-Ungaria declară război Serbiei. După succesul inițial al armatelor sârbe, în iarna din 1915-1916, armatele sârbe depășite cu mult numeric nu au putut respinge atacurile armatelor combinate din Austro-Ungaria, Germania și Bulgaria. Dar, în loc să capituleze, guvernul sârb a ales să meargă în exil, împreună cu armata sa. Negotin a fost ocupat în curând și a rămas așa până în toamna anului 1918, când armata sârbă a revenit victorios înapoi în țară. Negotin a devenit o parte a Regatului nou-format al Sârbilor, Croaților și Slovenilor.

### Perioada interbelică
Perioada dintre cele două războaie mondiale a semănat mult cu anii de dinainte de război. Negotin a continuat să piardă din dimensiune și importanță și Zaicear a devenit noul centru regional. O mare parte din acestea, de asemenea, s-au întâmplat din cauza condițiilor precare de mediu din Negotin și împrejurimile sale, așa cum deja s-a menționat mai sus. În anii 1930, oficiali guvernamentali și locali, au demarat un proiect de desecare imens, cu scopul de a scăpa de mlaștinile din jurul orașului și a câștiga mai mult teren agricol pentru populația în continuă creștere. În ceea ce privește industria, au existat unele investiții modeste în zonă, dar orașul a rămas ferm angajat rolurilor sale anterioare de centru comercial și conservarea produselor sale vechi, dintre care multe au fost, de altfel, destul de învechite. Totusi, au existat unele progrese, din păcate, au fost oprite de al Doilea Război Mondial în 1941.

### Al Doilea Război Mondial
Când războiul a izbucnit în Europa, Regatul Iugoslaviei a fost cruțat, cel puțin în primii doi ani. Totuși, această situație nu a ajutat prea mult la pregătirile pentru inevitabil, mai ales din cauza unor probleme naționale nerezolvate în regat. Prin urmare, când forțele germane, maghiare și italiene au atacat pe 06 aprilie 1941, Iugoslavia, pur și simplu s-a destrămat după numai două săptămâni de luptă. Mulți ofițeri și soldați, în cea mai mare parte din Serbia, au fost luați prizonieri de război și transportați la lagărele din Germania, Austria, Polonia și chiar în Norvegia.Deși în Negotin nu s-a văzut mare parte din luptă, deja în vara anului 1941, unele gherile de rezistență au fost raportate.  Cele mai multe dintre aceste forțe ale partizanilor au fost prin urmare, scoase din acțiune în timpul verii și în toamna anului 1941, iar luptătorii lor capturați și uciși. În ceea ce privește restul războiului, nu au existat bătălii majore sau atrocități înregistrate în zonă. Așa cum germanii au venit fără rezistență în 1941, așa au făcut partizanii și trupele sovietice, în drumul lor spre Belgrad și mai departe. Negotin a fost eliberat pe 12 septembrie 1944, după mai puțin de 3 ani și jumătate de ocupație germană.

## Populația
Conform recensământului din 2002 populația municipiului Negotin este de 43551, din care 17,762 locuiesc în orașul Negotin.
Grupuri etnice în municipiul Negotin (recensământul din 2002):
- Sârbi - 38,263 (88.13%)
- Români (Vlahi)[4][5] - 3,000 (6.91%)

Conform recensământului din 2002, în cele mai multe din așezările din municipiul Negotin sârbii sunt  majoritari. Așezarea cu majoritate etnică românească este Kovilovo. O așezare cu populație amestecată cu o majoritate relativă românească este Aleksandrovac. Rezultate mai vechi ale recensământului indică o pondere mai mare de români (vlahi), dar din cauza procesului de sârbizare din secolul XX, numărul lor a scăzut în favoarea sârbilor. De exemplu, la recensământul din 1921 au fost numărate 32591 de persoane din municipalitatea Negotin, compusă de 17201 (53%) români (vlahi), 15,340 (47%) sârbi și alții 50.

### Evoluția numărului populației
- 1948: 6.143
- 1953: 6.982
- 1961: 8.635
- 1971: 11.166
- 1981: 15.311
- 1991: 17.355

## Economia
Populația din satele din jurul Negotin este în mare parte susținută de membrii familiei care lucrează în țările din Europa de Vest, agricultura este o activitate mai mult decât o generatoare de venit.
Cel mai mare angajator din acest municipiu este "Chemical Industry Prahovo", deși această companie, la fel ca mulți alții în Serbia, este în dificultate financiară.

## Personalități născute aici
- Ana Šomlo (1935 - 2024), scriitoare, jurnalistă sârbă;
- Bojan Aleksandrović (n. 1977), preot român ortodox, protopop al Protopopiatului Dacia Ripensis.
- Stevan Mokranjac (1856 - 1914), compozitor sârb.